# Asedio de Jaffa
El asedio de Jaffa fue un ataque del ejército francés bajo el mando de Napoleón Bonaparte a esta localidad de la costa del actual Israel, en su campaña contra el Imperio otomano.

## Motivos del ataque
Napoleón conduce hacia Siria a su Ejército de Oriente, unos 13 000 franceses, para intentar retornar a Europa a través de Asia Menor obligando al Imperio otomano a concederles un salvoconducto, lo cual espera conseguir tomando varias localidades. La ciudad de Jaffa, en la costa central del actual Israel, es el puerto más cercano a Damietta, en Egipto, por lo que Napoleón considera su conquista como un objetivo prioritario para traer desde allí los víveres, municiones, medicamentos y, lo más importante, la artillería pesada que necesita para continuar su campaña. Es por todo esto que Bonaparte teme que los británicos y los turcos refuercen esta ciudad en breve, haciendo su captura más difícil.

## Composición de la guarnición otomana
Jaffa tiene una pequeña ciudadela guarnecida por unos 4500 soldados magrebíes, albaneses y sudaneses al mando de Ahmet Agha. Otros 8.000 hombres colaborarán en la defensa, entre ellos los mamelucos de Ibrahim Bey, y los restos de la guarnición otomana de El Arish, que fueron liberados por Napoleón a cambio de prometerles no luchar más contra él. Además, la plaza cuenta con unas 50 piezas de buena artillería.

## Ataque francés
En la madrugada del 4 de marzo, los franceses comienzan a montar 5 baterías ligeras a unos 150 y 200 metros de los anticuados muros, cuatro al sur y una al norte. La división de Jean Lannes, al sur, sería la encargada de realizar el asalto principal una vez abierta una brecha, mientras la de Bon, al norte, realizaría una maniobra de distracción. Al este se emplazaban las otras dos divisiones francesas, de Reynier y Jean Baptiste Kléber, para completar el cerco.
Durante los dos días siguientes, la guarnición realiza varias salidas para hostigar los trabajos de los franceses, aprovechando el exceso de confianza de estos y su mejor conocimiento del terreno. Matan a varias decenas asaltando, convoyes de suministro, robándoles los material de construcción, medicinas, armas y destruyendo las obras de zapa.
El 6 de marzo, Napoleón urge a sus soldados a proteger las baterías y terminar su construcción, aunque las actuaciones de sabotaje de los turcos continúan, las obras se terminan finalmente por la noche.
A las 7 de la mañana del 7 de marzo, unos 9 cañones y 6 obuses ligeros franceses inician el bombardeo de la ciudad de Jaffa, efectuando entre 10 y 20 disparos por hora. Napoleón envía dos emisarios, uno con bandera blanca y un "trompeta", para pedir la rendición de la ciudad a cambio de respetar las vidas y bienes de los sitiados. Ahmet hace decapitarles y expone sus cabezas en lanzas; los soldados franceses responden con gritos de venganza.
Hacia las 2 de la tarde, la artillería ligera francesa no ha conseguido aún abrir una brecha en los muros de Jaffa debido a la subestimación de la resistencia de sus muros de tierra y al pequeño tamaño de sus proyectiles. Napoleón ordena concentrar su fuego en un solo lugar.

## Caída de Jaffa y saqueo
A las 16 horas los cañones franceses han logrado abrir un hueco en las murallas lo suficientemente ancho como para permitir a la columna de Lannes asaltarlo, mientras Bon realiza otro intento de penetración por otro flanco.
Lannes divide a su columna en tres grupos de asalto. El primero, en vanguardia, está formado por un destacamento de tiradores, apoyado por dos compañías de infantería ligera cuyo objetivo es tomar la brecha; el segundo conformado por 3 compañías de Granaderos, tiene por misión atravesarla, y el tercero, formado por todo el resto de la división, debe penetrar al interior y tomar las fortificaciones cercanas. Los franceses avanzan bajo fuego de fusilería y metralla, sufriendo muchas bajas al principio de los asaltos, pero hacia las 8 de la noche concluye la resistencia otomana organizada, aunque habrá enfrentamientos esporádicos hasta el día siguiente.
Por la noche, los franceses se entregan a un brutal saqueo de la ciudad. Se roba, viola y asesina igualmente a musulmanes, cristianos, árabes o griegos, mujeres o ancianos. Cuando la barbarie concluye al día siguiente, habrán muerto unas 5.500 personas entre civiles y defensores; unos 2.000 de ellos salvan la vida al rendirse. Bonaparte descubre que la mayoría de los cautivos ya le habían dado previamente su palabra de no luchar tras la derrota otomana en Egipto, pero fueron los mismos que le combatieron recientemente en El Arish. Furioso, Bonaparte consulta a sus comandantes que hacer con ellos, pues también es cierto que su ejército tiene pocas provisiones y está azotado por enfermedades.
Decide fusilar a unos 1.000 turcos una semana después, siendo muy criticado por sus oficiales. Mientras, los otomanos ya han fortificado las defensas de Acre, que era sin dudas el próximo objetivo de los franceses. El Ejército de Oriente de Napoleón, azotado por un nuevo brote de enfermedades, deja centenares de convalecientes en Jaffa, renuncia a tomar la ciudad fortficada de Acre, a unos 250 km de distancia, y regresa a Egipto, donde le espera la Peste Negra y un ejército turco recién trasladado por los ingleses en sus barcos que desembarcaron en Abukir.